# Budweiser (Anheuser-Busch)

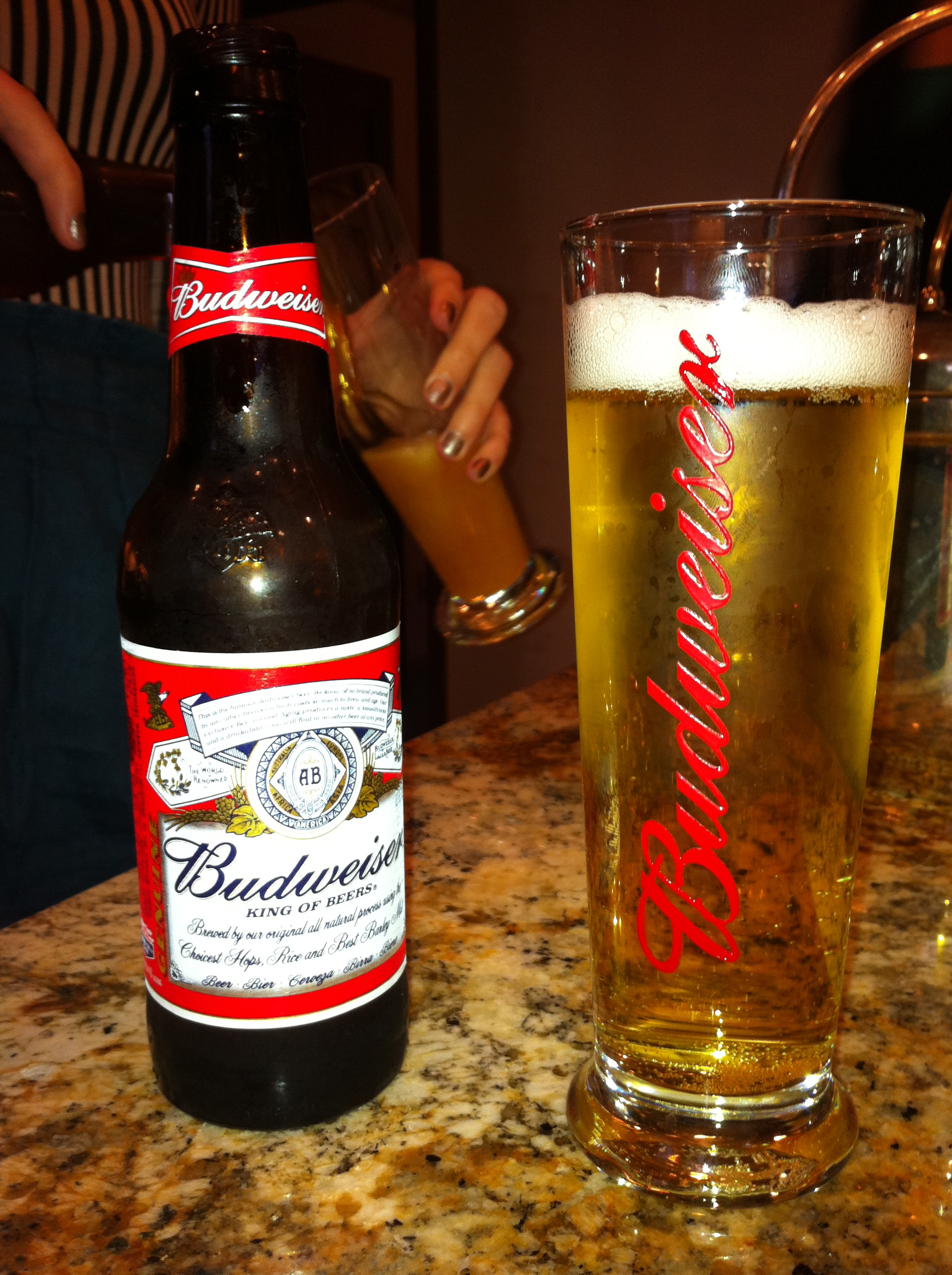
Flaska och glas

Budweiser är ett ljust lageröl bryggt av det belgiska bryggeriet Anheuser-Busch InBev. Ölet introducerades 1876 under namnet "Budweiser Lager Beer" av det amerikanska Anheuser-Busch, men köptes i juli 2008 av belgiska InBev som därmed kommer att stå för en fjärdedel av världens totala ölproduktion. Enligt Systembolaget har Budweiser en svag beska och en "lätt, fruktig smak med viss sötma" och saknar helt lukt. Alkoholhalten är 5 %.